# Liste der Kreisstraßen im Landkreis Northeim

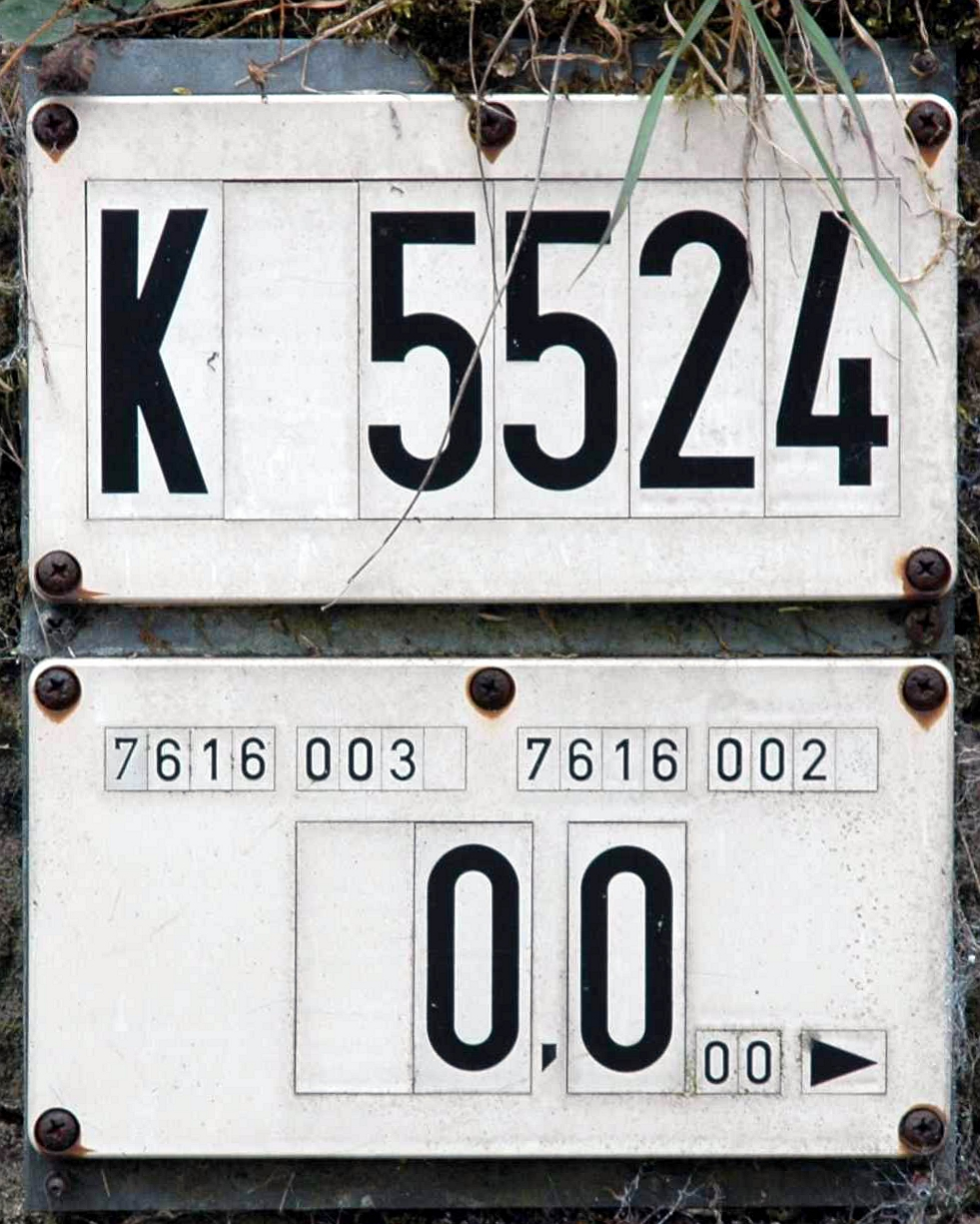
Stationszeichen

Die Liste der Kreisstraßen im Landkreis Northeim führt alle Kreisstraßen im niedersächsischen Landkreis Northeim auf.

## Abkürzungen
- K: Kreisstraße
- L: Landesstraße

## Listen
Nicht vorhandene bzw. nicht nachgewiesene Kreisstraßen werden in Kursivdruck gekennzeichnet, ebenso Straßen und Straßenabschnitte, die unabhängig vom Grund (Herabstufung zu einer Gemeindestraße oder Höherstufung) keine Kreisstraßen mehr sind.
Der Straßenverlauf wird in der Regel von Nord nach Süd und von West nach Ost angegeben.
| Nr.   | Verlauf |
| ----- | --- |
| K 403 | – Kalefeld – Eboldshausen – K 618 – K 404 in Edesheim                                                                |
| K 404 | – Edesheim – K 404 – in Wiebrechtshausen                                                                             |
| K 406 | L 572 in Hollenstedt –                                                                                               |
| K 407 | in Langenholtensen – Brunstein                                                                                       |
| K 408 | – Denkershausen – K 409 in Lagershausen                                                                              |
| K 409 | – Lagershausen – K 408 – Mandelbeck – Elvershausen – K 410 – in Katlenburg                                           |
| K 410 | – K 409 |
| K 413 | in Katlenburg – Wachenhausen – K 416 in Gillersheim                                                                  |
| K 414 | K 421 in Sudheim – Suterode – in Katlenburg                                                                          |
| K 415 | in Nörten-Hardenberg – Bishausen – K 421 – Sudershausen – Kreisgrenze – (K 2 im Landkreis Göttingen)                 |
| K 416 | K 416 in Gillersheim – Kreisgrenze – (K 102 im Landkreis Göttingen)                                                  |
| K 417 | in Lindau – Gillersheim – K 417 – K 413 – Kreisgrenze – (K 3 im Landkreis Göttingen)                                 |
| K 420 | K 421 in Hillerse – Elvese – /                                                                                       |
| K 421 | in Höckelheim – Hillerse – K 422 – K 420 – Sudheim – – K 414 – Bühle – K 415 in Bishausen                            |
| K 422 | K 423 in Berwartshausen – K 421 in Hillerse                                                                          |
| K 423 | – Berwartshausen – K 422 – K 424                                                                                     |
| K 424 | – Schnedinghausen – K 423 – Großenrode – K 425 – Behrensen –                                                         |
| K 425 | in Moringen – K 424 in Großenrode                                                                                    |
| K 426 | – Thüdinghausen – in Hevensen                                                                                        |
| K 427 | Blankenhagen – |
| K 428 | K 431/K 435 – Weper – Nienhagen – L 547 in Moringen                                                                  |
| K 429 | Oldenrode – L 547 in Lutterbeck                                                                                      |
| K 430 | Ertinghausen – K 435 in Hardegsen                                                                                    |
| K 431 | K 428/K 435 – Delliehausen – Volpriehausen – – K 432                                                                 |
| K 432 | K 431 in Volpriehausen – Schlarpe –                                                                                  |
| K 433 | Lichtenborn – /L 557                                                                                                 |
| K 434 | L 557 – Asche – Kreisgrenze – (K 46 im Landkreis Göttingen)                                                          |
| K 435 | L 547 in Fredelsloh – K 428 – K 431 – Espol – Üssinghausen – Trögen – Ludwigshöhe – Leisenrode – Hardegsen – K 430 – |
| K 443 | L 554 in Schoningen – L 534 – Ahlbershausen                                                                          |
| K 444 | K 444 in Uslar – Gut Steimke – L 554 in Schoningen                                                                   |
| K 445 | in Uslar – K 446 in Dinkelhausen                                                                                     |
| K 446 | L 548 – Vahle – Dinkelhausen – K 445 – in Bollensen                                                                  |
| K 447 | L 551 – Wahmbeck – Weserfähre – Landesgrenze – (K 78 im Landkreis Kassel)                                            |
| K 449 | L 551 – K 80 im Landkreis Kassel an der Landesgrenze – Wiensen – Unterhütte – K 444 – in Uslar                       |
| K 451 | (K 83 im Landkreis Kassel) – Landesgrenze – Fürstenhagen                                                             |
| K 452 | L 555 in Parensen – Kreisgrenze – (K 40 im Landkreis Göttingen)                                                      |
| K 453 | Nörten-Hardenberg – K 1 im Landkreis Göttingen an der Kreisgrenze                                                    |

| Nr.   | Verlauf |
| ----- | --- |
| K 501 | – Vogelbeck |
| K 503 | – Reinserturm – Odagsen – Edemissen – K 516 – K 530 – K 505 – K 506 – Iber – K 507 – /L 547 in Moringen                                       |
| K 504 | K 531 in Eilensen – Krimmensen – Ellensen – K 511 – L 547 in Hoppensen                                                                        |
| K 505 | Dörrigsen – K 503 – Strodthagen – Sülbeck – L 572                                                                                             |
| K 506 | K 503 – Buensen – L 572 in Drüber |
| K 507 | K 503 in Iber – Wetze – L 572 in Stöckheim |
| K 510 | L 547 in Hoppensen – Wellersen – K 516 – Dassensen – K 523 – Pinkler – Einbeck                                                                |
| K 511 | K 504 in Ellensen – Markoldendorf – L 547 – Holtensen – Hullersen – Einbeck – /L 580                                                          |
| K 512 | K 513 in Sievershausen – L 548 in Relliehausen                                                                                                |
| K 513 | L 548 in Dassel – K 512 – Sievershausen – Abbecke                                                                                             |
| K 514 | (K 44 im Landkreis Holzminden) – Kreisgrenze – L 580 in Mackensen                                                                             |
| K 515 | L 580 – K 526 – Erichsburg – K 531 in Eilensen                                                                                                |
| K 516 | K 510 – Dassensen – Rotenkirchen – K 523 – K 503 in Edemissen                                                                                 |
| K 517 | (K 31 im Landkreis Holzminden) – Kreisgrenze – Rengershausen – K 518 – Portenhagen – K 526 – L 546 – Amelsen – K 525 – K 531 in Markoldendorf |
| K 518 | K 517 in Rengershausen – Avendshausen – L 546 in Vardeilsen                                                                                   |
| K 519 | – Kuventhal – K 520 – K 527 |
| K 520 | K 519 in Kuventhal – Andershausen |
| K 521 | Negenborn – L 487 in Volksen |
| K 522 | K 649 in Rittierode – K 524 in Salzderhelden                                                                                                  |
| K 523 | K 510 – K 516 in Rotenkirchen |
| K 524 | L 572 – Salzderhelden – K 522 – |
| K 525 | Hunnesrück – K 526 – Erichsburg – Deitersen – K 529 – K 528 – K 517                                                                           |
| K 526 | K 517 in Portenhagen – Lüthorst – L 546 – K 525 – Erichsburg – K 515                                                                          |
| K 527 | K 658 in Wenzen – K 660 – Hallensen – K 659 – Kuventhal – K 519 –                                                                             |
| K 528 | K 525 in Deitersen – K 531 |
| K 529 | L 546 – K 525 in Deitersen |
| K 530 | K 503 in Edemissen – Immensen – L 572 |
| K 531 | L 549/L 580 in Dassel – Eilensen – K 504 – K 515 – K 528 – Markoldendorf – K 517 – L 547/L 580                                                |

| Nr.   | Verlauf                                                                                         |
| ----- | ----------------------------------------------------------------------------------------------- |
| K 602 | – Sebexen – K 640 – Böhmerberg – – Oldenrode – Düderode – K 603 – L 525 in Willershausen        |
| K 603 | K 602 – Kreisgrenze – (K 403 im Landkreis Göttingen)                                            |
| K 616 | – Dögerode –                                                                                    |
| K 617 | – Wrescherode – K 638 – K 640 – Harriehausen – K 639 – Kreisgrenze – (K 72 im Landkreis Goslar) |
| K 618 | K 652 – Eboldshausen                                                                            |
| K 627 | K 651 in Billerbeck – Kreiensen – K 645 – Bentierode –                                          |
| K 628 | in Naensen –                                                                                    |
| K 629 | L 489 in Gehrenrode – K 631 – Helmscherode – K 635 in Altgandersheim                            |
| K 630 | Gehrenrode Südwest – L 489 in Gehrenrode                                                        |
| K 631 | L 489 – K 629                                                                                   |
| K 632 | L 486 in Dankelsheim – Clus – Bad Gandersheim – K 633 – L 489                                   |
| K 633 | K 632 – Wolperode – K 635 – L 489 in Ackenhausen                                                |
| K 634 | K 635 in Altgandersheim – Gremsheim                                                             |
| K 635 | L 489 in Altgandersheim – K 629 – K 634 – L 489 – K 633                                         |
| K 638 | in Seboldshausen – K 617                                                                        |
| K 639 | – Hachenhausen – K 617 in Harriehausen                                                          |
| K 640 | K 617 – Ellierode – Wiershausen – K 602                                                         |
| K 641 | Hilprechtshausen – Heckenbeck – K 644 – / in Bad Gandersheim                                    |
| K 642 | Leinetal Siedlung – Beulshausen – K 643 – in Kreiensen                                          |
| K 643 | K 642 in Beulshausen – K 644                                                                    |
| K 644 | K 641 in Heckenbeck – K 643 –                                                                   |
| K 645 | – Orxhausen – K 627                                                                             |
| K 648 | L 487 in Greene – L 487 in Ippensen                                                             |
| K 649 | L 592 – Haieshausen – K 650 – Rittierode – K 522 – K 652 in Ahlshausen                          |
| K 650 | L 487 in Garlebsen – Olxheim – K 649                                                            |
| K 651 | in Kreiensen – K 627 – Billerbeck – L 592                                                       |
| K 652 | L 592 – Opperhausen – K 649 – Ahlshausen – K 653 – K 618 – in Hohnstedt                         |
| K 653 | K 652 – Sievershausen                                                                           |
| K 656 | L 590 in Stroit – in Naensen                                                                    |
| K 657 | L 590 – Brunsen –                                                                               |
| K 658 | in Wenzen – K 527 – K 659 – Bartshausen –                                                       |
| K 659 | K 658 in Bartshausen – K 527 – Voldagsen – K 660 –                                              |
| K 660 | K 527 – K 659 in Voldagsen                                                                      |
| K 661 | – Holtershausen                                                                                 |
| K 666 | (K 62 im Landkreis Holzminden) – Kreisgrenze –                                                  |